# Echinomorpha nishihirai
Echinomorpha nishihirai là một loài san hô trong họ Pectiniidae. Loài này được Veron mô tả khoa học năm 1990.